# Tahjere McCall
Tahjere McCall (ur. 17 sierpnia 1994 w Filadelfii) – amerykański koszykarz, występujący na pozycji rzucającego obrońcy, obecnie zawodnik Orléans Loiret Basket.
20 września 2019 dołączy do Atlanty Hawks. 18 października opuścił klub.

## Osiągnięcia
Stan na 27 lipca 2021, na podstawie, o ile nie zaznaczono inaczej.
NCAA
- Mistrz sezonu regularnego konferencji Metro Atlantic Athletic (MAAC – 2013)
- Obrońca roku konferencji Ohio Valley (OVC – 2016, 2017)
- Zaliczony do:
  - I składu:
    - OVC (2016, 2017)
    - najlepszych nowo przybyłych zawodników OVC (2016)
- Lider konferencji OVC w:
  - przechwytach (2016, 2017)
  - liczbie oddanych rzutów wolnych (193 – 2017)

Drużynowe
- Mistrz NBA G League (2021)

Indywidualne
- Zaliczony do I składu defensywnego NBA G League (2021)[6]